# Glauco Mattoso
Glauco Mattoso, pseudônimo de Pedro José Ferreira da Silva (São Paulo, 29 de junho de 1951), é um escritor brasileiro.
Seu nome artístico é um trocadilho com glaucomatoso, termo usado para os que sofrem de glaucoma, doença que o fez perder progressivamente a visão, até a cegueira total em 1995. É também uma alusão a Gregório de Matos, de quem se considera herdeiro na sátira política e na crítica de costumes. O próprio se declara um "anarquista intelectual".

## Biografia
Glauco cursou biblioteconomia na Escola de Sociologia e Política de São Paulo e Letras na Universidade de São Paulo. Nos anos 1970, participou da resistência cultural à ditadura militar através do grupo dos "poetas marginais". Além de editar o fanzine poético-panfletário Jornal Dobrabil (trocadilho com o Jornal do Brasil e o formato dobrável dos folhetos satíricos), colaborou em diversos periódicos da imprensa alternativa, tais como o tabloide gay Lampião e o humorístico O Pasquim.
Na década de 1980, publicou trabalhos em revistas como Chiclete com Banana, Tralha, Mil Perigos, SomTrês, Top Rock, Status e Around, ensaios e críticas literárias no Jornal da Tarde, além de diversos volumes de poesia e prosa. Em 1982, edita a Revista Dedo Mingo, como um suplemento do Jornal Dobrabil.
Nos anos 1990, perde por completo a visão em decorrência do glaucoma de que sofria há anos. Deixa de lado a criação gráfica (história em quadrinhos e poesia concreta) e passa a dedicar-se a escrever letras de músicas e à produção fonográfica. Com o professor da USP Jorge Schwartz, ganha o Prêmio Jabuti pela tradução que ambos fazem da obra inaugural de Jorge Luis Borges, Fervor de Buenos Aires.
Nos anos mais recentes, retorna à criação de poesia escrita e textos virtuais, produzindo textos e poesias para a internet, colaborando em revistas eletrônicas e impressas, tais como a Caros Amigos.

## Obra
A obra de Glauco Mattoso caracteriza-se pela exploração de temas polêmicos, tais como a violência e a discriminação. O autor tem a reputação de "poeta maldito", uma espécie de boca do inferno moderno ou Bocage pornográfico do século XX.

### Livros
- Apocrypho Apocalypse (1975) - coletânea com outros poetas
- Maus Modos do Verbo (1976) - coletânea com outros poetas
- Jornal Dobrabil: 1977/1981 (1981) - reedição fac-similar em 2001
- Memórias de um Pueteiro (1982)
- Línguas na Papa (1982)
- O Calvário dos Carecas: História do Trote Estudantil (1985)
- Manual do Podolatra Amador: Aventuras & Leituras de Um Tarado Por Pés (1986)[2][4]
- Rockabillyrics (1988)
- Limeiriques & Outros Debiques Glauquianos (1989)
- Haicais Paulistanos (1992)
- Galeria Alegria (2002)
- O Glosador Motejoso (2003)
- Animalesca Escolha (2004)
- Pegadas Noturnas: Dissonetos Barrockistas (2004)
- Poética na Política (2004)
- Poesia Digesta: 1974-2004 (2004)
- A Planta da Donzela (2005)
- A Aranha Punk (2007)
- A Letra da Ley (2008)
- O Cancioneiro Carioca e Brasileiro (2008)
- Contos Hediondos (2009)
- Cinco Ciclos e Meio Século (2009)
- Tripé do Tripúdio e Outros Contos Hediondos (2011)
- Raymundo Curupyra, O Caypora: Romance Lyrico (2012)
- Cautos Causos (2012)
- Outros Cautos Causos (2012)
- Sacola de Feira (2014). Finalista do Prémio Oceanos 2015.[5]
- Poesia Vaginal: Cem Sonnettos Sacanas (2015)

#### Projeto Poético "1100 Sonetos em Cinco Anos"
- Centopéia: Sonetos Nojentos & Quejandos (1999)
- Paulisséia Ilhada: Sonetos Tópicos (1999)
- Geléia de Rococó: Sonetos Barrocos (1999)
- Panacéia: Sonetos Colaterais (2000)
- Contos Familiares: Sonetos Requentados (2003)
- Cara e Coroa, Carinho e Carão (2004)
- Sonetário Sanitário (2003)
- As Mil e Uma Línguas (2003)
- Cavalo Dado: Sonetos cariados (2004)